# Aleksandr Medved
Pour les articles homonymes, voir Medved.
Aleksandr Vasiliyevich Medved (en biélorusse : Алякса́ндр Васíлевiч Мядзве́дзь, en russe : Алекса́ндр Васи́льевич Медве́дь ; né le 16 septembre 1937 à Bila Tserkva en république socialiste soviétique d'Ukraine et mort le 2 septembre 2024 à Minsk (Biélorussie)) est un lutteur soviético/russo-biélorusse célèbre. 
Il est considéré par beaucoup comme le meilleur lutteur libre de tous les temps. Il a été la première personne à gagner trois médailles d'or en lutte libre. La FILA a reconnu Aleksandr Medved comme le plus grand lutteur du XXe siècle en lutte libre (avec Alexander Karelin comme le plus grand lutteur en lutte gréco-romaine). Il a écrit deux livres sur le sport.

## Après-carrière
Après sa carrière sportive, Aleksandr Medved vit en Biélorussie où il est le chef du département inter-universitaire de l'excellence du sport de l'université d'État de Bélarus d'informatique et de radioélectronique et il est aussi le vice-président du comité national olympique biélorusse. Alexandr Medved est également le coach olympique de l'équipe biélorusse de lutte libre.

## Héritage
Aleksandr Medved est un des athlètes russes les plus connus et à ce jour son image continue d'inspirer les autres. Il a été le porte-drapeau de l'équipe soviétique lors des Jeux olympiques d'été de 1972 et biélorusse lors des Jeux olympiques d'été de 2004 à Athènes. Il a également prononcé le serment olympique des arbitres lors des Jeux olympiques d'été de 1980.  Medved est le mot russe pour « ours », ce qui convient parfaitement à son image[réf. nécessaire].

## Palmarès
Pour l'Union soviétique :
- Jeux olympiques d'été
  -  Médaille d'or aux Jeux olympiques d'été de 1964 à Tokyo en lutte libre chez les poids mi-lourds (87 - 97 kg)
  -  Médaille d'or aux Jeux olympiques d'été de 1968 à Mexico en lutte libre chez les poids lourds (+ de 97 kg)
  -  Médaille d'or aux Jeux olympiques d'été de 1972 à Munich en lutte libre chez les poids super-lourds (+ de 100 kg)

- Championnats du monde
  -  Médaille d'or en 1962, 1963 et 1966 en lutte libre chez les moins de 97 kg
  -  Médaille d'or en 1967 en lutte libre chez les plus de 97 kg
  -  Médaille d'or en 1969, 1970 et 1971 en lutte libre chez les plus de 100 kg
  -  Médaille d'argent en 1965 en lutte libre chez les moins de 97 kg
  -  Médaille de bronze en 1961 en lutte libre chez les plus de 97 kg

- Championnat d'Europe
  -  Médaille d'or en 1966, 1968 et 1972